# Basen pływowy

Basen pływowy w Ponto Corvo

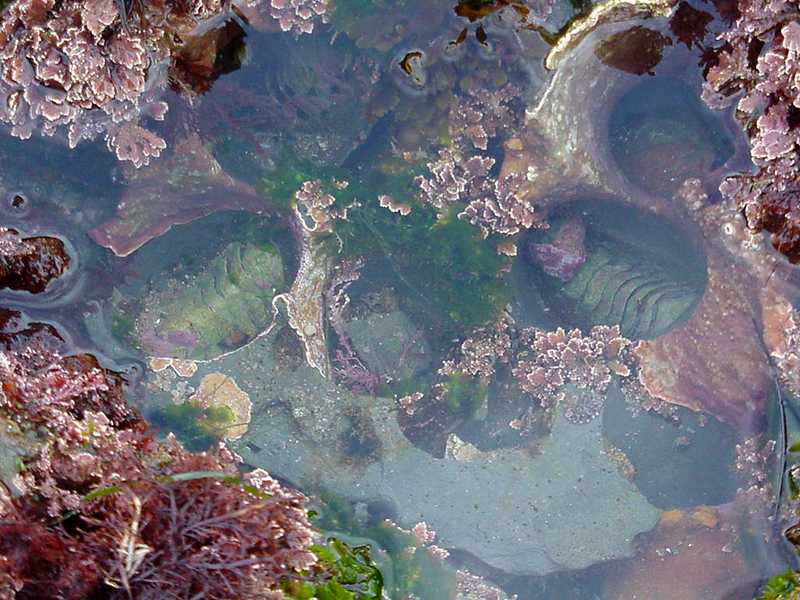
Organizmy żyjące w basenie pływowym w pobliżu San Diego w Kalifornii

Basen pływowy – skalisty zbiornik wodny w pobliżu oceanu wypełniony wodą morską. Wiele basenów pływowych stanowi odrębne zbiorniki wodne tylko w czasie odpływu.

## Strefy w zbiornikach pływowych, od płytkiej do głębokiej

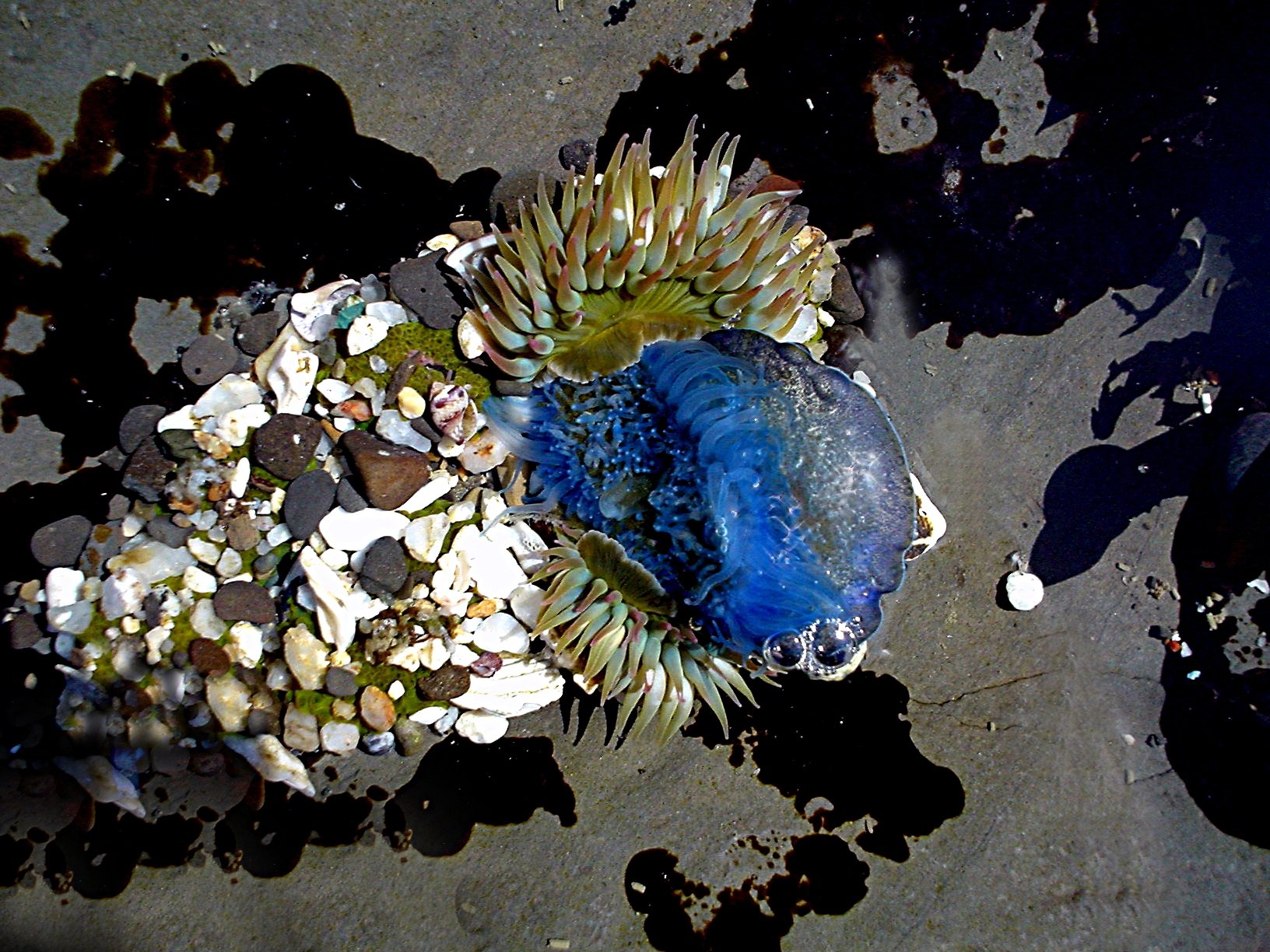
Duży ukwiał Anthopleura sola pożerający Velella velella, niebieską meduzę

### Strefa rozbryzgu
Ta strefa jest spryskiwana wodą w czasie przypływu, a zalewana tylko podczas sztormów. Poza tym skały wystawione są na działanie słońca i zimnych wiatrów. Tylko bardzo odporne organizmy potrafią przetrwać w tych warunkach.

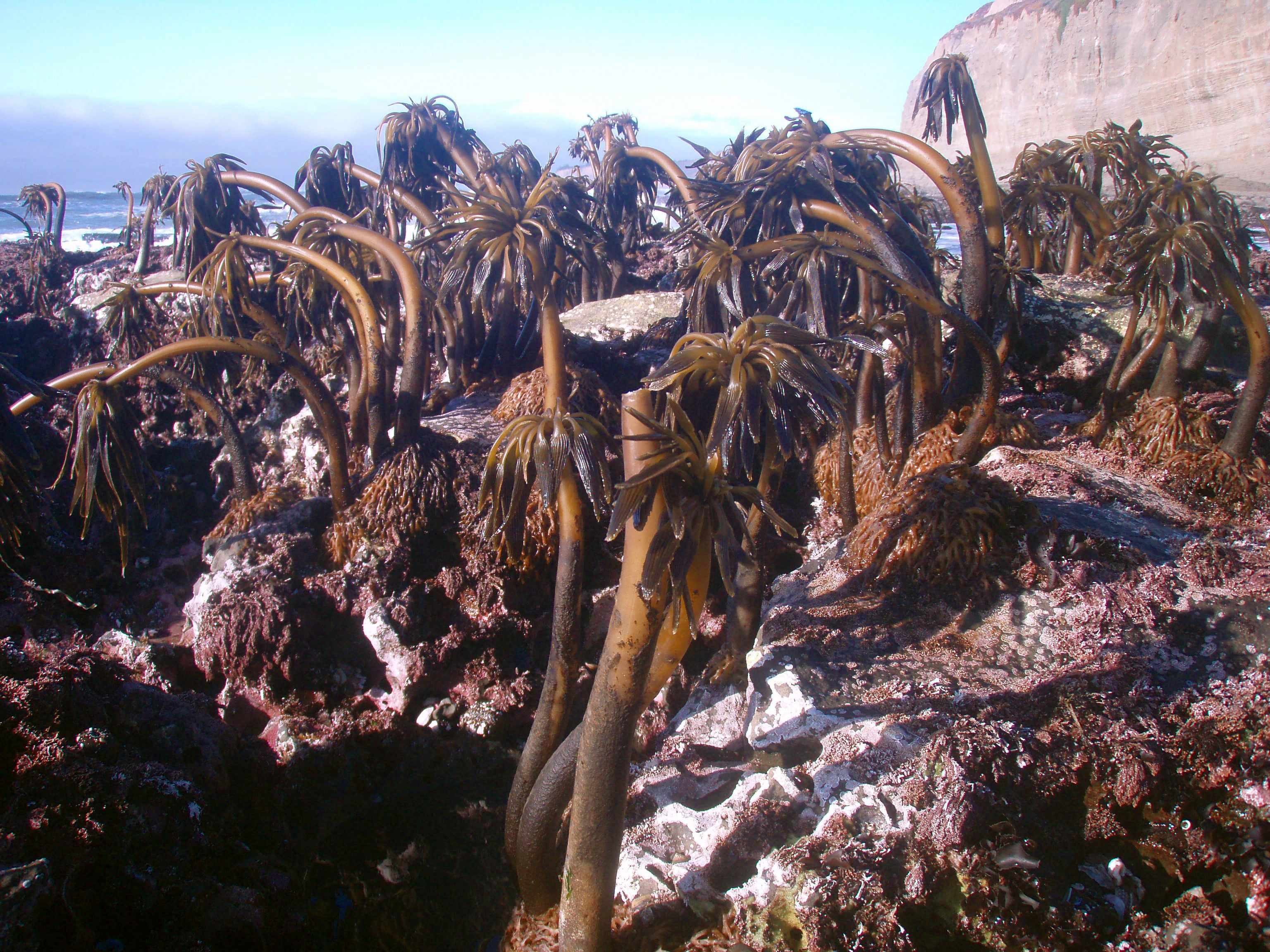
Postelsia palmaeformis w czasie odpływu w basenie pływowym w Kalifornii

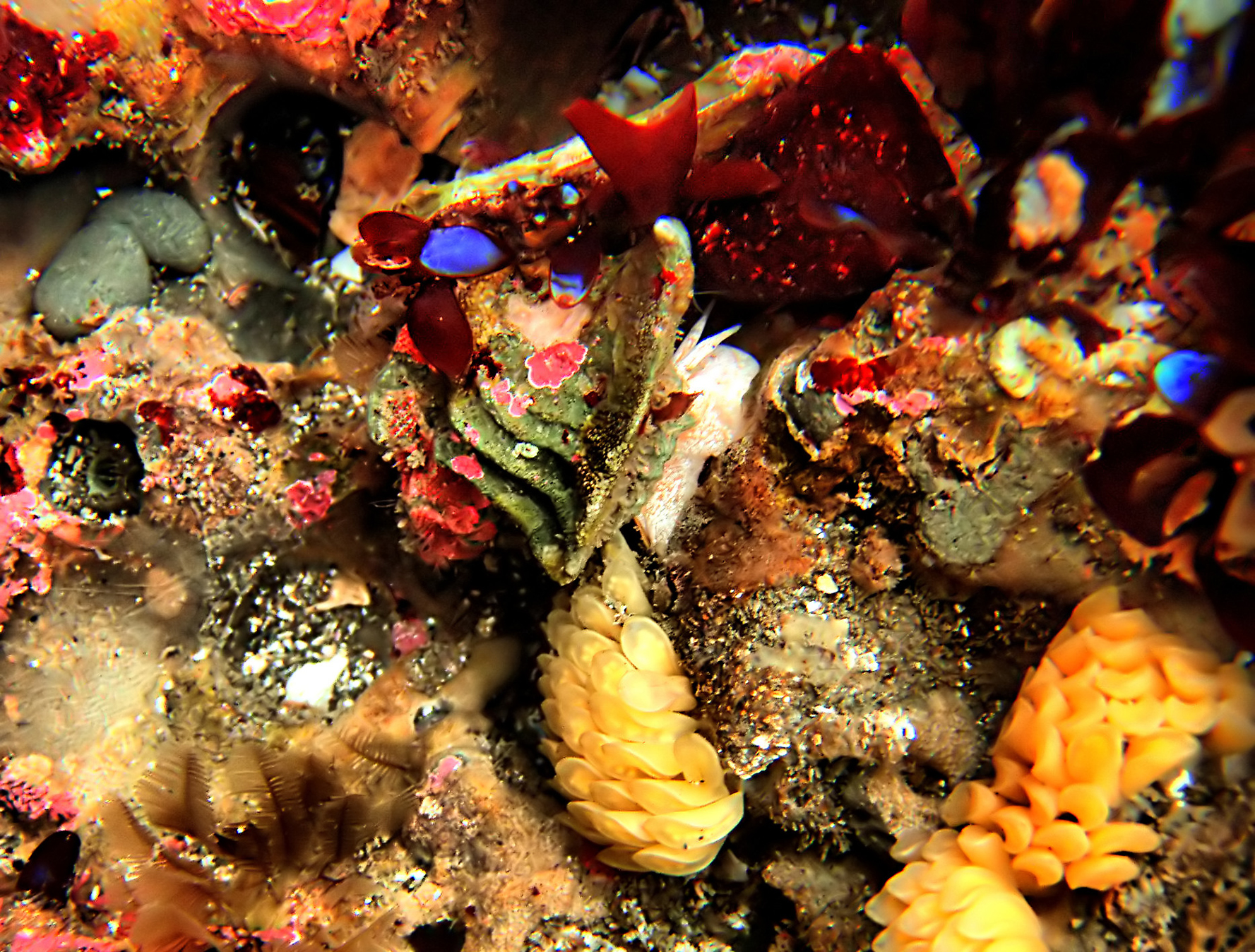
Strefa odpływowa w basenie pływowym w Kalifornii

### Strefa wysokich i średnich pływów
Strefa wysokich pływów jest zalewana codziennie na parę godzin w czasie przypływu. Żyjące tu organizmy muszą przetrwać działanie fal, prądów oceanicznych i promieni słońca.

### Strefa niskich pływów (strefa odpływu?)
Ta strefa przeważnie pozostaje pod wodą. Zostaje odsłonięta w czasie odpływu, a na dłużej tylko w czasie wyjątkowo niskiego odpływu. Jest to strefa bardzo bujnego życia.

## Fauna basenów pływowych

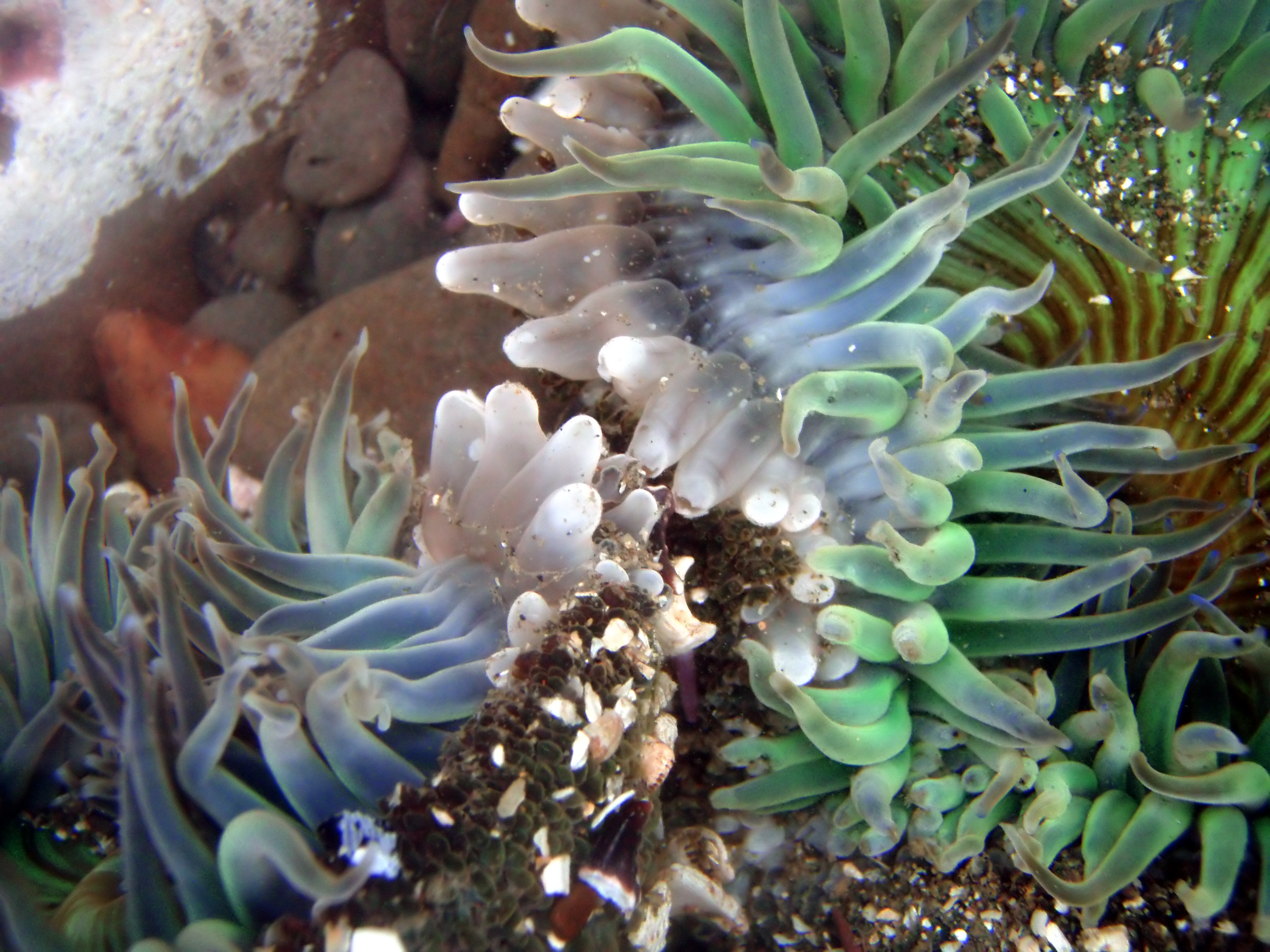
Ukwiały Anthopleura sola walczące o terytorium